# IMI Systems
Ne doit pas être confondu avec Industrie israélienne de défense.
Pour les articles homonymes, voir IMI.
IMI Systems, anciennement Israel Military Industries Ltd (Industries militaires israéliennes), parfois appelé Ta'as (en hébreu : תע"ש מערכות ,התעשייה הצבאית), était un fabricant d'armes israélien concevant des armes réputées et populaires dans le monde, au nombre desquelles figurent les armes légères Uzi, Galil ou Desert Eagle. IMI est contrôlé par le gouvernement israélien jusqu'à sa privatisation en 2018. Il fournit principalement les nombreuses forces de sécurité que compte Israël, et spécialement les soldats de Tsahal.

## Histoire
L'histoire des IMI remonte à l'époque de la Palestine mandataire quand la Haganah entreprit de produire illégalement ses armes (certains historiens avançant la date de 1933). 
Récemment, le gouvernement israélien tenta sans succès de privatiser totalement ou partiellement les IMI. Cet échec provient de l'importance stratégique de l'entreprise publique pour la défense d'Israël et d'un syndicalisme très puissant. En 2005, seules quelques branches des IMI ont été vendues. 
En mars 2018, Elbit Systems annonce l'acquisition de IMI Systems pour 523 millions de dollars. IMI Systems était précédemment détenue par l'État d’Israël qui par cette opération, privatise donc cette dernière.

## Armes légères produites
L'Uzi est un pistolet-mitrailleur (chambré en 9mm Parabellum) populaire dans le monde en raison de sa compacité et de sa fiabilité.
Le Galil est un fusil d'assaut en 5,56mm OTAN ou 7,62mm OTAN, résultant de l'adaptation de l'AK-47 en intégrant des éléments d'autres armes étrangères. Le Tavor est quant à lui un fusil d'assaut bullpup lui aussi fortement inspiré du FAMAS produit par Giat industrie. 
La Negev est une mitrailleuse légère de 5,56mm OTAN fabriquée pour Tsahal.
Les Jericho 941 et Barak sont des pistolets semi-automatiques en 9mm Parabellum ou .41 Action Express destinés à un usage policier et militaire.
Le Desert Eagle est un pistolet lourd semi-automatique chambré en .50 AE
Le TAR-21 est un fusil d'assaut tirant du 5,56mm OTAN